# International Association for Near-Death Studies
De International Association for Near-Death Studies (IANDS) is een non-profitorganisatie ten behoeve van academisch onderzoek naar BDE's en is gevestigd in Durham, North Carolina Verenigde Staten. IANDS is opgericht in 1981. 
IANDS is inmiddels uitgegroeid tot een internationale organisatie die beschikt over een netwerk van meer dan 50 lokale belangengroepen in de Verenigde Staten, en ongeveer 850 zusterorganisaties wereldwijd. IANDS en haar zusterorganisaties ondersteunen en begeleiden de bijna-dood-ervaringsdeskundigen en directbetrokkenen.